# St.Lily
『St.Lily』（セイントリリィ）は、日本のヴィジュアル系ロックバンドであるメガマソが2014年11月5日にリリースした通算17枚目のシングルである。
公式サイトでは「メガマソ8周年を目前に送る、「過去、現在、未来」を包み込む、純粋な希望をつづるラブソング。」と紹介されている。

## 販売形態
- St.Lily タイプA「ひかりがほしい盤」 （CD+DVD）
- St.Lily タイプB「とりこむかいぶつ盤」 （CD）
- St.Lily タイプC「まきもどすきせつ盤」 （CD）

## 収録曲

### タイプA「ひかりがほしい盤」
1. St.Lily
  - 作詞・作曲：涼平
2. St.Void
  - 作詞・作曲：涼平
3. ゆりのさくまち(ちかすぎてよくわからない)
  - インストゥルメンタル作品。

- DVD
  - 「St.Lily」 (MV）
  - 「St.Lily」 (MusicVideo Off Shot）

### タイプB「とりこむかいぶつ盤」
1. St.Lily
2. St.Void
3. MONSt.ER
  - 作詞・作曲：インザーギ

### タイプC「まきもどすきせつ盤」
1. St.Lily
2. St.Void
3. RED St.EM
  - 作詞・作曲：涼平